# All You
All You je američki ženski mjesečni časopis u vlasništvu izdavačke kuće Time Inc. Prvi broj časopisa izašao je za mjesec kolovoz 2004. Časopis sadrži uglavnom kućne savjete koji štede vrijeme, novac i prostor, što je i njegova glavna uloga. Časopis ne ugošćuje niti piše o navikama zvijezda, već "običnih, malih američkih žena". Glavni urednica časopisa je Clare McHugh. Časopis se nalazi i na popisu 50 časopisa s najvećom nakladom u SAD-u, na kojem drži 49. mjesto.
Osim kućnih, časopis dijeli i modne savjete, preporučujući nošenje odjeće napravljene od ekoloških materijala i odjeću domaćih proizvođača. Tako i u lancu trgovinama Walmart uz časopis se često može kupiti i neki ekološki modni dodatak. Časopis ženama ne poručuje da teže postizanju idealnosti, već postizanju moralnih vrijednosti i podizanju obitelji. Tako se u časopisu mogu naći intervjui sa ženama različitih kultura, vjera i rasa koje su "postigle sreću u svome životu." All You u suradnji s liječnicima i ljekarnicima dijeli i savjete o zdravlju.

## Vanjske poveznice
- (engl.) Službeno mrežno sjedište